# Síndrome de vasoconstricció cerebral reversible
La síndrome de vasoconstricció cerebral reversible (SVCR) és una malaltia caracteritzada per un curs de setmanes de mal de cap intens i d'inici sobtat, de vegades amb signes neurològics focals i ocasionalment convulsions. Es creu que els símptomes sorgeixen d'anomalies transitòries en els vasos sanguinis del cervell. En alguns casos, pot estar associada amb el part, el consum de drogues vasoactives o il·lícites, o complicacions de l'embaràs. Si es produeix després del part, es pot anomenar angiopatia cerebral postpart.
Per a la gran majoria de pacients, tots els símptomes desapareixen sols en tres setmanes. Els dèficits persisteixen en una petita minoria de pacients, i les complicacions greus o la mort són molt rares. Com que els símptomes s'assemblen a una varietat d'afeccions que posen en perill la vida, cal un diagnòstic diferencial.